# 艾诚
艾誠（英語：Gloria Ai，1987年2月15日—），安徽黄山人，中国媒体人，艾问传媒创始人，赛富亚洲投资合伙人。她曾供职于中央电视台（纽约）、世界银行（华盛顿），毕业于哈佛大学和北京大学、中国传媒大学、美国戏剧艺术学院。2012年当选世界经济论坛全球杰出青年，2016年上榜福布斯30位30岁以下亚洲影响力人物，热衷公益和传媒研究。

## 投资
艾诚专注“科技+传媒”领域投资，2012年她任职于世界银行国际金融总公司期间开始深入研究TMT投资，2016年成为赛富亚洲基金最年轻的投资合伙人。个人主导投资投案例有影谱、Vphoto等。

## 个人经历
1987年，出生于中国黄山。2004年，以黄山市文综状元的成绩考入中国传媒大学新闻专业。
2008年，以四年专业课第一的成绩免试保送北京大学，攻读传播学硕士。
2009年，任纽约联合国总部战略传播司实习助理。
2010年，任上海世博会任双语主持人。
2010年，考入哈佛大学肯尼迪政府学院攻读公共政策硕士。
2011年，任世界银行华盛顿总部国际金融总公司投资顾问。
2012年，任中央电视台驻纽约财经评论员。
2013年，归国成为独立双语主持人。
2014年，创立艾问传媒。
2016年，受聘为赛富亚洲基金投资合伙人。

## 荣誉
- 中国公益大使，2018年中国公益节[6]
- 年度公益人物，2017年中国公益节[7]
- 领英中国“最强档案” (LinkedIn Power Profiles)，2017年领英（LinkedIn）[8]
- 年度最佳女性创业者，2016年猎云网[9]
- 福布斯30位30岁以下亚洲人物”（Forbes 30 Under 30 Asia）媒体市场榜，2016年《福布斯》杂志[10]
- 世界经济论坛全球杰出青年[11]
- 媒体创新之星，哈佛大学[12]

## 出版书籍
- 《奋斗是一种信仰》（ISBN 9787508677347，中国友谊出版公司于2015年出版）

从格力电器的霸道女总裁董明珠到中国地产界的段子高手冯仑，从中国互联网界的“红衣战神”周鸿祎到屌丝逆袭的新东方掌门人俞敏洪。艾诚犀利发问，追问他们闪光背后的人生思考。
- 《创业的常识》（ISBN 9787508658179，中信出版社于2016年出版）

从真格基金创始人徐小平到美图秀秀董事长蔡文胜，从从创新资本创始人李开复到今日资本总裁徐新，本书记录了艾诚和中国顶级投资人的对话精华。
- 《创业不死法则》（ISBN 9787505734647[13]，中信出版社于2017年出版）

一本书更清楚的告诉创业者创业的坑是如何发生、如何蔓延、如何规避的，致力于让正在创业的以及未来准备创业的人尽量避免第二次在同一个地方掉进创业之坑。